# Мангуки
Мангу́ки — река на юго-западе острова Мадагаскар, впадает в Мозамбикский пролив.
Длина реки — 564 км. Является самой длинной рекой острова. Истоки находятся на склонах Центрального хребта в провинции Фианаранцуа, далее русло протекает в западном направлении преимущественно по территории провинции Тулиара, впадая в Мозамбикский пролив в районе города Моромбе, образуя крупную дельту.
Протекает река по труднодоступной местности, однако, дефорестация приводит к эрозии почв и образованию отмелей. В южной части дельты преобладают барьерные острова, отмели и намывные косы. В северной части дельты расположены болота и мангровые заросли.